# Oreomunnea mexicana
Oreomunnea mexicana ist eine mittelamerikanische Baumart aus der Familie der Walnussgewächse (Juglandaceae). Das Holz ist hart und wird zu Baseballschlägern verarbeitet.

## Merkmale

### Vegetative Merkmale
Die immergrünen Bäume werden 15 bis 40 m hoch und erreichen einen Brusthöhendurchmesser von bis 100 cm. Der Stamm ist aufrecht, die Verzweigung beginnt relativ hoch. Brettwurzeln werden in gemäßigtem Ausmaß gebildet oder der Stamm ist geriffelt. Die abblättende Borke schält sich, ist rötlich-braun an der Oberfläche, im Inneren hell orange. Knospe und Zweige sind mit bronzen-gelben, schildförmigen Schuppen besetzt und nicht behaart.
Die Laubblätter stehen gegenständig und sind paarig gefiedert, in der Knospe behaart, ausgewachsen dann kahl. Der Blattstiel ist 1 bis 3 cm lang, die Rhachis 2 bis 12 cm. Die kurz gestielten bis sitzenden, eiförmigen bis -lanzettlich und bespitzten bis zugespiten, unterseits helleren 4 bis 12 Fiederblättchen stehen gegenständig bis fast gegenständig. Sie sind etwa 6–13 cm lang und der Blättchenrand ist meist ganz, einzelne Triebe tragen auch solche mit im vorderen Teil grob gesägtem Rand. Die spitze Basis ist symmetrisch oder asymmetrisch und öfters leicht herzförmig oder geöhrt, der Rand ist manchmal knapp umgebogen. Der Blattaustrieb erfolgt bei großen Bäumen dreimal im Jahr im März bis Juni, im August und im November. Junge Blätter sind gelblich-rot.

### Generative Merkmale
Oreomunnea mexicana ist einhäusig monözisch. Die weiblichen Blütenstände stehen endständig an diesjährigen Trieben einzeln oder in Gruppen zu mehreren. Bei der Blüte stehen sie aufrecht und enthalten pro Kätzchen 30 oder mehr Einzelblüten. Zur Fruchtreife sind sie hängend. Die männlichen Blütenstände stehen endständig und bilden eine Rispe aus 1 bis 6 hängenden Kätzchen. Es kommen auch regelmäßig androgyne, gemischte Rispen vor; eine zentrale weibliche Ähre ist an der Basis von 1 bis 3 Paaren gegenständiger männlicher Kätzchen umgeben. Die eingeschlechtlichen Blüten besitzen eine einfacher Blütenhülle, die Kronblätter fehlen.
Die männlichen und fast sitzenden Blüten sind klein. Das becherförmige Tragblatt ist dreilappig. Es gibt 4, selten 5 kapuzenförmige Blütensegmente (Kelchblätter und/oder Brakteolen). Jedes Segment schließt teilweise je 2, selten 3 Staubblätter ein. Ein reduzierter Pistillode kann vorkommen.
Die weiblichen Blüten sind sitzend bis fast sitzend und stehen in einem Winkel von 45° zur Kätzchenachse. Sie sitzen an einem becherförmigen Deckblatt mit einer dreiteiligen und einer einfachen Seite. Die Blütenröhre ist kurz, die Kelchlappen und Narbe sind nicht deutlich über den Blütenbecher erhoben. Die vier kupuzenförmigen Kelchlappen sind breit. Der Griffel ist kurz und in zwei Griffelarme mit mehreren Narbenlappen zerteilt. Die Blüte erfolgt gleichzeitig mit dem neuen Laubaustrieb.
Die kleine Frucht trägt einen großen dreiteiligen Flügel und ein kleineres, flügeliges Deckblatt, welches die Frucht bedeckt. Die seitlichen Flügellappen des großen Flügels sind bis 3,5 cm lang, der längere mittlere bis 4,5 cm, das kleiner Deckblatt ist etwa 1 cm lang. Die mehrkammerige Nussfrucht mit Griffelresten ist kugelig, bis 10 mm groß und von einer dünnen (0,03 mm), papierenen Hülle (beständiges Perianth) umgeben. Die dünne Nussschale ist knorpelig und nur 0,11 mm dick.
Die ersten im Freien erscheinenden Blätter des Sämlings sind wechselständig und gefiedert mit gesägtem Blattrand. Die Folgeblätter sind dann gegenständig, der Blattrand wird im Laufe des Wachstums zunehmend ganzrandig.

## Verbreitung
Die Art kommt vom Süden Mexikos bis Costa Rica vor. In Mexiko kommt sie vor allem in den Bundesstaaten Vera Cruz, Oaxaca und Chiapas vor. Sie wächst im Primärwald der Gebirgsregenwaldstufe zwischen 1100 und 1850 m Seehöhe.

## Systematik
Die Art wird in zwei Unterarten gegliedert, die sich durch Details der Blütenmorphologie unterscheiden:
- Oreomunnea mexicana subsp. mexicana von Mexiko bis Nicaragua
- Oreomunnea mexicana subsp. costaricensis D.E.Stone in Costa Rica.

## Belege
- Donald E. Stone: Juglandaceae, in: William Burger (Hrsg.): Flora Costaricensis, Fieldiana Botany, Band 40, 1977, S. 28–53, online auf biodiversitylibrary.org.
- Héctor V. Navare Flores: Juglandaceae. In: Flora de Vera Cruz. Band 31, Instituto Nacional de Investigaciones sobre Recursos Bióticos, Xalapa 1983, ISBN 84-89600-51-1.
- Mario Vázquez Torres u. a.: Árboles de la región de los Tuxtlas. Gobierno del Estado de Veracruz, 2010, ISBN 978-607-33-0007-0, S. 218 f, online auf issuu.com.